# Stephen Furst
Pour les articles homonymes, voir Furst.
Stephen Nelson Feuerstein dit Stephen Furst est un acteur, producteur, réalisateur et scénariste américain, né le 8 mai 1954 à Norfolk (Virginie) et mort le 16 juin 2017 à Moorpark (Californie).

## Filmographie

### Acteur

#### Cinéma
- 1977 : American Raspberry de Bradley R. Swirnoff : Fat Gin Player
- 1978 : American College (Animal House) de John Landis : Kent Dorfman
- 1979 : Take Down de Kieth Merrill : Randy Jensen
- 1979 : Swim Team de James Polakof : Bear
- 1979 : Scavenger Hunt de Michael Schultz : Merle
- 1980 : Une nuit folle, folle (Midnight Madness) de Michael Nankin et David Wechter : Harold
- 1980 : Les Secrets de l'invisible (The Unseen) de Danny Steinmann : Junior Keller
- 1980 : Getting Wasted de Paul Frizler : Marshall
- 1982 : Horreur dans la ville (Silent Rage) de Michael Miller : Charlie
- 1982 : American Class de Michael Miller : Hubert Downs
- 1984 : I Wanna Rock (court métrage) : Principal
- 1984 : Les Branchés du Bahut de Robert Butler : Gonzer
- 1989 : Une journée de fous (The Dream Team), d'Howard Zieff : Albert Ianuzzi
- 1993 : Magic Kid (en) de Joseph Merhi : Bob Ryan
- 1994 : Magic Kid 2 de Stephen Furst : Oncle Bob
- 1995 : Goldilocks and the Three Bears de Brent Loefke : Hawkins
- 1995 : Cops n Roberts de Peter Crane :
- 1998 : Le petit Bigfoot - En route vers la maison (Little Bigfoot 2: The Journey Home) de Art Camacho : Derby Ferris
- 1999 : Deadly Delusions de Mitchel Matovich : Révérend Crane
- 2000 : Buzz l'Éclair, le film : Le Début des aventures (Buzz Lightyear of Star Command: The Adventure Begins) de Tad Stones : Booster (voix)
- 2000 : La Petite Sirène 2 (The Little Mermaid II: Return to the Sea) de Jim Kammerud et Brian Smith : Dash (voix)
- 2001 : Title to Murder (en) de Stephen Furst : Oscar
- 2001 : Going Greek (en) de Justin Zackham :
- 2001 : Echos of Enlightenment de Daniel Coplan : House Foreclosure Client
- 2002 : Sorority Boys de Wallace Wolodarsky : The Alum
- 2003 : Where Are They Now?: A Delta Alumni Update : Kent 'Flounder' Dorfman
- 2003 : Searching for Haizmann de Scott Gordon et Ron Meyer : Dr Gaulforid
- 2003 : Living in Walter's World (court métrage) de Phil Kaufmann : Hank
- 2003 : Autopsy Room Four (court métrage) de Stephen Zakman : Howard Randall Cottrell
- 2004 : Roomies de Oliver Robins : Mr Nossee
- 2006 : Everything's Jake de Matthew Miele : L'assistant du libraire
- 2006 : Seven Days of Grace de Don E. FauntLeRoy : Henry Henary, III

#### Télévision

##### Téléfilms
- 1978 : The Bastard de Lee H. Katzin : Bertrand
- 1981 : Revenge of the Gray Gang de Gary Nelson : Fats
- 1981 : Two Reelers de Kenneth Gilbert : Stephen
- 1983 : For Members Only de Kim Friedman : Gilbert Kovacs
- 1983 : Le Jour d'après (The Day After) de Nicholas Meyer : Aldo
- 1984 : Pigs vs. Freaks (en) de Dick Lowry : Steamboat
- 1987 : Alf Loves a Mystery de Tony Singletary : Mole
- 1987 : Touristes en délire (If It's Tuesday, It Still Must Be Belgium) de Bob Sweeney : Leo Fletch
- 1991 : Howie and Rose de Noam Pitlik : Lawrence Fine
- 1992 : Payback de Byl Carruthers : Host
- 1994 : Shake, Rattle and Rock! de Allan Arkush : Frank
- 1996 : Back to Back (en) de Roger Nygard : Jimmy
- 1998 : Babylon 5: Cinquième dimension (Babylon 5: Thirdspace) de Jesús Salvador Treviño : Vir Cotto
- 2003 : Le Sapin a les boules 2: Cousin Eddie (Christmas Vacation 2: Cousin Eddie's Island Adventure) de Nick Marck : Un docteur
- 2005 : Le Chemin de la destruction (en) (Path of Destruction) de Stephen Furst : Terry
- 2006 : Against Type de Dave Shelton : Barry Stein
- 2006 : Basilisk : le monstre du désert (Basilisk: The Serpent King) de Stephen Furst : Carlton

##### Séries télévisées
- 1975 : L'aventure est au bout de la route (Movin' On) : Road Construction Worker
- 1978 : Family : Delivery Boy
- 1978 : CBS Afternoon Playhouse :
- 1979 : Delta House : Kent Dorfman (13 épisodes)
- 1983 : Newhart : Un étudiant
- 1983 : Chips : Dirtball
- 1983-1988 : Hôpital St Elsewhere (St. Elsewhere) : Dr Elliot Axelrod (97 épisodes)
- 1984 : The Jeffersons : Wiley
- 1984 : Loterie (Lottery!) :
- 1985 : Faerie Tale Theatre : Peter
- 1987 : Throb (en) : Dr Axelrod
- 1989 : MacGyver : Dr Kozby saison 4 épisode 18
- 1989 : Have Faith (en) : Père Gabriel Podmaninski
- 1990 : Doctor Doctor : George
- 1990 : Tribunal de nuit (Night Court) : Alexander Tobin
- 1990 : Sydney : William B. Gold
- 1990 : Arabesque (Murder, She Wrote) : Sergent Paulsen
- 1991 : Gabriel Bird (Gabriel's Fire puis Pros and Cons) : Lawrence Daskell III
- 1991 : Dream On : Leon Carp
- 1992 : Nurses (en) : Chet 'Poofie' McGuire
- 1992 : Davis Rules (en) : Marty
- 1993 : Jack's Place (en) : Kurt
- 1994 : Melrose Place : Benjamin Skyler
- 1994 : Rebel Highway : Frank Doyle
- 1994-1998 : Babylon 5 : Vir Cotto (109 épisodes)
- 1995 : Howie Mandel's Sunny Skies : Various
- 1995 : Misery Loves Company : Lewis
- 1995 : Chicago Hope : La Vie à tout prix : Dr Elliot Feinstein
- 1995-1996 : Freakazoid! : Fan Boy (voix)
- 1996 : Diagnostic : Meurtre (Diagnosis Murder) : Vic Slovak
- 1996 : Road Rovers : Sport (voix)
- 1996 : Timon et Pumbaa (Timon & Pumbaa) : Male Warthog (voix)
- 1997-1998 : Le Livre de la jungle, souvenirs d'enfance (Jungle Cubs) : Hathi (voix)
- 2000-2001 : Les Aventures de Buzz l'Éclair (Buzz Lightyear of Star Command) : Blister / Booster (voix)
- 2002 : Scrubs : Dr Franklyn
- 2002 : Spy Girls : Dental Patient / Mr Washman

### Producteur

#### Cinéma
- 2001 : D4G
- 2008 : The Tenth Circle (en) de Peter Markle
- 2009 : Ma vie pour la tienne (My Sister's Keeper) de Nick Cassavetes

#### Télévision
- 2008 : Warbirds de Kevin Gendreau

### Réalisateur

#### Cinéma
- 1994 : Magic Kid 2
- 1999 : Baby Huey's Great Easter Adventure (en) (sorti directement en vidéo)
- 2000 : Stageghost
- 2001 : D4G
- 2001 : Title to Murder (en)
- 2004 : Dragon Storm
- 2006 : Game Day

#### Télévision
- 1997-1998 : Babylon 5
- 1999 : 2267, ultime croisade (Crusade)
- 2005 : Le Chemin de la destruction (en)
- 2006 : Basilisk : le monstre du désert (Basilisk: The Serpent King)

### Scénariste

#### Cinéma
- 1993 : Magic Kid (en) de Joseph Merhi
- 1994 : Magic Kid 2
- 2001 : D4G

## Jeu vidéo
- 2000 : Les Aventures de Buzz l'Éclair : Booster (voix)